# Ulvsjön (Helgesta socken, Södermanland)
Ulvsjön är en sjö i Flens kommun i Södermanland och ingår i Nyköpingsåns huvudavrinningsområde.